# Карпати (жіночий футбольний клуб)
Жіночий футбольний клуб Карпати (Львів) або просто «Карпати»  — український футбольний клуб з міста Львів. Жіноча секція футбольного клубу «Карпати» (Львів). У сезоні 2020/21 років виступали в українській вищій лізі.

## Історія
Футбольна команда ЖФК «Карпати» (Львів) засновано 2014 року у Львові. Спочатку команда брала участь у місцевих аматорських турнірах. У сезоні 2018/19 років клуб вийшов у Першу лігу. У сезоні 2019/20 років в осінній частині команда посіла перше місце в групі А Першої ліги, але через пандемію COVID-19 весняний етап так і не був зіграний, а клуб автоматично отримав путівку до Вищої ліги.
У сезоні 2020/21 років відбувся дебют в елітному дивізіоні країни. «Карпати» зайняли п'яте місце в першому етапі змаганнь і вийшли в чемпіонську групу.  В другому етапі в активі команди було 5 перемог, 2 нічиї та 17 очок в турнирній таблиці. У підсумку «Карпати» посіли 6 місце в чемпіонаті.
В наступному сезоні 2021—2022 левиці встигли зіграти 10 матчів, але сезон знову не було дограно, цього разу через російське вторгнення. 

## Клубні кольори, форма, герб, гімн
| Зелений | Білий |

Клубні кольори — зелено-білі. Футболістки зазвичай грали свої домашні матчі в білих футболках, білих шортах та білих шкарпетках.
Клуб прийняв герб чоловічого клубу, який створили у 2003 році. У 2020 році клубний герб видозмінили.

## Досягнення
- Кубок України
  - 1/4 фіналу (1): 2020/21

## Структура клубу

### Стадіон
Домашні матчі клуб проводить на стадіоні «Україна» (до 1991 року мав назву «Дружба»), який вміщує 27 925 глядачів та має розміри 105 х 68 метрів.

### Спонсори
| Рік    | Спонсор      |
| ------ | ------------ |
| з 2018 | Marathon Bet |

| Рік    | Спонсор |
| ------ | ------- |
| з 2018 | Joma    |

## Рекорди
- Найбільша домашня перемога: 22 вересня 2019, перша ліга: «Карпати» (Львів) - «Колос-Мрія» (Махнівка) - 8:1;
- Найбільша гостьова перемога: 25 серпня 2019, перша ліга: «Буковинська Надія» (Великий Кучурів) - «Карпати» (Львів) - 2:4;
- Найбільша домашня поразка: 4 вересня 2021, вища ліга: «Карпати» (Львів) -  «Жилбуд-2» (Харків) - 0:7, 3 травня 2021, вища ліга: «Карпати» (Львів) - «Жилбуд-1» (Харків - 0:7;
- Найбільша гостьова поразка: 29 травня 2021, вища ліга:  «Жилбуд-2» (Харків) - «Карпати» (Львів) - 12:0;